# 李香鎮
李 香鎮（ハングル：이향진、イ・ヒャンジン）は、日本の社会学者、立教大学異文化コミュニケーション学部教授。専門は東アジア映画研究、大衆文化研究、社会学。

## 経歴
韓国・釜山生まれ。韓国が民主化に向かう時代に育ったが、北朝鮮の映画を見たことが映画研究の道に進むきっかけとなる。
1985年2月、延世大学校文科大学社会学部卒業。延世大学では「北朝鮮と韓国の映画や舞台芸術の違い」について社会学的にアプローチをしていたが、当時の恩師の勧めもあり、より専門的に研究をするために英国リーズ大学へ留学する。延世大学では社会学修士号、英国リーズ大学コミュニケーション学部では博士号を取得。
リーズ大学の博士論文では、“北朝鮮と韓国、それぞれの映画における女性や民族、歴史を比較する”という内容を執筆するが、ちょうど韓国映画の『シュリ』が大ヒットしたこともあり、2つの国の映画について論じた博士論文が注目され、英国シェフィールド大学で教えることとなった。
英国シェフィールド大学東アジア学部教授を経て、立教大学、東京大学及び同志社大学客員研究員（2005-2007年）を歴任。
2008年9月、立教大学異文化コミュニケーション学部教授に就任。
2014年7月から2015年6月には、ハーバード大学東アジア言語・文明学部キム・クー客員教授を兼務。
2017年4月から立教大学大学院異文化コミュニケーション研究科異文化コミュニケーション専攻博士課程前期課程・後期課程教授を兼務。

## 主な著書
- 『Understanding Film』共著 Marxist Perspectives 2005年
- 『New Korean Cinema』共著 Edinburgh University Press 2005年
- 『韓流ハンドブック』共著 新書館 2007年
- 『Korean Wave, the Inside and Outside』共著 Ochanomizu Press 2007年
- 『韓流の社会学』岩波書店 2008年
- 『Gender Studies in Asia』共著 International Christian University Press 2008年
- 『Korean Horror Cinema』共著 Edinburgh University Press 2013年
- 『Screen Memories of War in East Asia』共著 Hawaii University Press 2016年
- 『国家主義を超える日韓の共生と交流』共著 明石書店 2016年
- 『Screen Memories of War in East Asia』共著 Hawaii University Press 2016年
- 『コリアン・シネマ―北朝鮮・韓国・トランスナショナル』みすず書房 2018年